# AK Весов
AK Весов (лат. AK Librae) — одиночная переменная звезда в созвездии Весов на расстоянии (вычисленном из значения параллакса) приблизительно 60288 световых лет (около 18484 парсеков) от Солнца. Видимая звёздная величина звезды — от +16,4m до +12,7m.

## Характеристики
AK Весов — пульсирующая полуправильная переменная звезда (SR).